# SUN结构域
SUN结构域（英語：SUN domain）是一种保守的C-末端蛋白结构域，名称来自：Sad1p，UNC-84 的首字母缩写，长度不到100个氨基酸残基，常位于跨膜区的附近，可与含有KASH结构域的蛋白质相互作用。

## 含有SUN结构域的模式生物蛋白的例子
秀丽隐杆线虫 Caenorhabditis elegans
- SUN-1/matefin
- UNC-84

黑腹果蝇 Drosophila melanogaster
- Klaroid
- Spag4

哺乳动物
- SUN1、2、3、4和5

粟酒裂殖酵母 Schizosaccharomyces pombe
- Sad1p

釀酒酵母 Saccharomyces cerevisiae
- Mps3p